# Олівія Вільямс
Олівія Гей Вільямс (англ. Olivia Haigh Williams; нар. 26 липня, 1968, Камден-Таун, Лондон, Велика Британія) — британська акторка кіно, театру та телебачення, драматургиня та письменниця.

## Біографія
Народилася в Північному Лондоні в родині адвокатів. Вона навчалася в середній школи в Південному Гемпстеді, незалежній школі для дівчаток в Гемпстеді в Північному Лондоні, закінчила Ньюнгем Коледж Університету Кембридж за спеціальністю Англійська література. Потім два роки вивчала драматичне мистецтво в Бристольській театральній школі.
Сім років зустрічалася, а потім заручилася з актором Джонатаном Кейком, стосунки завершилися за два тижні до запланованого весілля. У 2003 році одружилася з актором і драматургом Рашаном Стоуном, має з ним двох дочок.

## Ролі

### Вибрана фільмографія
- 1996 — Емма — Джейн Ферфакс
- 1997 — Листоноша — Еббі
- 1998 — Друзі — Фелісіті
- 1999 — Шосте відчуття — Анна Крау
- 2000 — Народжений романтиком — Елінор
- 2000 — Ясон та аргонавти — Гера
- 2002 — Глибина — Клер Пейдж
- 2003 — Пітер Пен — місіс Дарлінг
- 2006 — Люди Ікс: Остання битва — Мойра Мактаґґерт
- 2007 — Міс Остін шкодує — Джейн Остін
- 2009 — Виховання почуттів — міс Стабс
- 2009-2010 — Клуб ляльок — Адель ДеВітт
- 2010 — Примара — Рут Ленґ
- 2011 — Ганна. Ідеальна зброя — Рейчел
- 2012 — Анна Кареніна — графиня Вронська
- 2013 — Останні дні на Марсі — Кім Олдрич
- 2014 — Зоряна карта — Кристина Вайс
- 2014 — Мангеттен — доктор Ліза Вінтер
- 2014 — Саботаж — Керолайн Брентвуд
- 2014 — Сьомий син — мати Тома
- 2015 — Крадене побачення — Гіларі
- 2020 — Батько — Кетрін/Анна
- 2021 —  Небувалі — Лавінія Бідлоу